# Ocellularia patwardhanii
Ocellularia patwardhanii är en lavart som beskrevs av Mason Ellsworth Hale 1978. 
Ocellularia patwardhanii ingår i släktet Ocellularia och familjen Thelotremataceae. Inga underarter finns listade i Catalogue of Life.